# Morbecque British Cemetery
Morbecque British Cemetery is een Britse militaire begraafplaats met gesneuvelden uit de Eerste Wereldoorlog, gelegen in de Franse gemeente Moerbeke in het Noorderdepartement. De begraafplaats ligt aan de Rue de la Fontaine in het dorpscentrum, iets ten noordoosten van de kerk en het marktplein. Ze werd ontworpen door George Goldsmith en heeft een rechthoekige vorm die gedeeltelijk wordt omsloten door een natuurstenen muur en een haag. Aan de oostkant staat het Cross of Sacrifice. De begraafplaats wordt onderhouden door de Commonwealth War Graves Commission.
Er worden 104 doden herdacht.

## Geschiedenis
Tijdens het Duitse lenteoffensief van 1918 rukten de Duitsers op en kwam het front dichter bij Moerbeke te liggen. De begraafplaats werd in april 1918 door de 5th Division aangelegd. Ook de29th Division maakte gebruikt van deze begraafplaats voordat ze in juni gesloten werd. De 104 slachtoffers zijn allemaal Britten.

## Graven

### Alias
- soldaat Charles William Sharpe diende onder het alias Charles William Stark bij het Devonshire Regiment.

### Gefusilleerde militair
- soldaat William Thomas Spry van het 2nd Bn. Royal Fusiliers, werd wegens desertie gefusilleerd op 15 juni 1918. Hij was 29 jaar.[1]